# Louis Matruchot
Alphonse Louis Paul Matruchot est un mycologue français, né le 14 janvier 1863 à Verrey-sous-Salmaise et mort le 5 juillet 1921 à Paris.

## Biographie
Il étudie à Évreux puis à Paris. Matruchot devient maître auxiliaire au lycée Saint-Louis (1883) puis entre à l’École normale supérieure deux ans plus tard. Il obtient l'agrégation de sciences naturelles en 1889 et devient préparateur de botanique à l’École normale supérieure (1889-1892). Il reçoit son doctorat en 1892 et devient durant peu de temps bibliothécaire toujours dans cette même école.
En avril 1894, il se marie avec Irma née Le Corbeiller, union dont naîtront trois enfants. La même année, il devient chef de travaux pratiques à la faculté des sciences de Paris, puis maître de conférences (1895), puis professeur adjoint (1900). Il est nommé maître de conférences à l’École normale supérieure (1902-1904), puis professeur adjoint délégué (1904-1912). Il reçoit, en outre, une chaire de botanique cryptogamique à la faculté de Paris (1912-1917).
Matruchot préside la Société mycologique de France et est membre de diverses sociétés savantes. Matruchot s’intéresse aussi à l’histoire et dirige la revue Pro Alesia, revue mensuelle des fouilles d'Alise. Il dirige la parution de La Culture des champignons comestibles de 1907 à 1914 (en sept volumes). Il est l’auteur de plusieurs manuels scolaires : Cours élémentaire de botanique, Livret de botanique agricole, Livret de chimie...

## Source
- Charles Dupuy " L'année du certificat d'études - Livret de Botanique agricole par Louis Matruchot ", 3ème édition, Armand Colin et Cie, Éditeurs, Paris, 1895
- Christophe Charle et Eva Telkes (1989). Les Professeurs de la Faculté des sciences de Paris. Dictionnaire biographique (1901-1939), Institut national de recherche pédagogique (Paris) et CNRS Éditions, collection Histoire biographique de l’Enseignement : 270 p.  (ISBN 2-222-04336-0)